# Ginástica rítmica nos Jogos Pan-Americanos de 2019 - Arco
A competição de arco foi um dos eventos da ginástica rítmica nos Jogos Pan-Americanos de 2019. Foi disputada no Polideportivo Villa El Salvador no dia 4 de agosto. 

## Calendário
Horário local (UTC-5).
| Data        | Horário | Fase         |
| ----------- | ------- | ------------ |
| 2 de agosto | 13:00   | Qualificação |
| 4 de agosto | 16:00   | Final        |

## Medalhistas
| Ouro   | USA Evita Griskenas  |
| Prata  | CAN Katherine Uchida |
| Bronze | USA Camilla Feeley   |

## Resultados

### Qualificação
| Pos. | Ginasta                 |        | Notas |
| ---- | ----------------------- | ------ | ----- |
| 1    | USA Evita Griskenas     | 19.900 | Q     |
| 2    | BRA Natália Gaudio      | 18.300 | Q     |
| 3    | BRA Bárbara Domingos    | 17.750 | Q     |
| 4    | USA Camilla Feeeley     | 17.475 | Q     |
| 5    | ARG Sol Fainberg        | 17.450 | Q     |
| 6    | CAN Natalie Garcia      | 16.550 | Q     |
| 7    | CAN Katherine Uchida    | 15.950 | Q     |
| 8    | CUB Gretel Mendoza      | 15.450 | Q     |
| 9    | COL Oriana Viñas        | 15.200 | R     |
| 10   | ARG Celeste D'Arcangelo | 15.200 | R     |

### Final
| Pos.              | Ginasta              |        | Notas |
| ----------------- | -------------------- | ------ | ----- |
| Medalha de ouro   | USA Evita Griskenas  | 19.800 |       |
| Medalha de prata  | CAN Katherine Uchida | 18.150 |       |
| Medalha de bronze | USA Camilla Feeley   | 17.700 |       |
| 4                 | ARG Sol Fainberg     | 17.700 |       |
| 5                 | BRA Bárbara Domingos | 16.650 |       |
| 6                 | CAN Natalie Garcia   | 16.350 |       |
| 7                 | CUB Gretel Mendoza   | 15.300 |       |
| 8                 | BRA Natália Gaudio   | 14.550 |       |